# パラコトス
パラコトス (Paracotos) は、ベネズエラのミランダ州グアイカイプロ市にある地区である。行政上はパラコトス区（Parroquia Paracotos）を形成する。
町の公式の設立は1783年で、「サン・フアン・エバンヘリスタ・デ・ラ・グアイラ・デ・パラコトス」と命名された。この長い正式名称はあまり用いられず、町は「ラ・グアイラ・デ・パラコトス」と呼ばれ、やがてパラコトスに縮まった。植民地時代の18世紀には、サトウキビとトウモロコシなど穀類が栽培された。
独立後はグアイカイプロ郡パラコトス市の中心だったが、1980年代の改革で郡が市になり、市が区になった。

## 注
1. ↑  Historia del Estado Miranda, p50, p61